# Societas Internationalis Limnologiae
Societas Internationalis Limnologiae – międzynarodowe towarzystwo limnologiczne znane obecnie jako International Society of Limnology, a wcześniej znane też jako Societas Internationalis Limnologiae oraz początkowo pod nazwą International Association of Theoretical and Applied Limnology, jest towarzystwem hydrobiologicznym, skupiającym naukowców z całego świata, zajmujących się różnorodnymi aspektami biologicznymi, chemicznymi, fizycznymi wód śródlądowych. Stowarzyszenie zostało założone przez Augusta Thienemanna i Einara Naumanna w 1922 roku. W 2008 roku liczyło około 2800 członków. Członkami SIL mogą być również, jako członkowie zbiorowi, inne organizacje. Taki status ma m.in. Polskie Towarzystwo Hydrobiologiczne. Członkowie spotykają się co 3 lata na międzynarodowych kongresach. 

## Kongresy SIL
- 1922	Niemcy
- 1923	Austria
- 1925	ZSRR
- 1927	Włochy
- 1930	Węgry
- 1932	Holandia
- 1934	Jugosławia
- 1937	Francja
- 1939	Szwecja
- 1948	Szwajcaria
- 1950	Belgia
- 1953	Wielka Brytania
- 1956	Finlandia
- 1959	Austria
- 1962	Stany Zjednoczone
- 1965	Polska
- 1968	Izrael
- 1971	ZSRR
- 1974 	Kanada
- 1977	Dania
- 1980	Japonia
- 1983	Francja
- 1987	Nowa Zelandia
- 1989	Niemcy
- 1992	Hiszpania
- 1995	Brazylia
- 1998	Irlandia
- 2001	Australia
- 2004	Finlandia
- 2007	Kanada
- 2010	Południowa Afryka
- 2013	Węgry
- 2016	Włochy